# شين (فلم)
شين  (بالإنجليزية: Shane) هو فيلم تم إنتاجه في الولايات المتحدة وصدر في سنة 1953.

## بطولة
- جاك بالانس

### ترشيحات وجوائز
| السنة | الحدث  | الفئة              | النتيجة  |
| ----- | ------ | ------------------ | -------- |
|       | أوسكار | أفضل تصوير سينمائي | فـــــوز |

## الميزانية والإيرادات
بلغت تكلفة إنتاج الفيلم حوالي 3.1 مليون دولار بينما حقق أرباحا تقدر بـ 20,000,000 دولار.

## وصلات خارجية
- شين على موقع IMDb (الإنجليزية)
- شين على موقع ميتاكريتيك (الإنجليزية)
- شين على موقع الموسوعة البريطانية (الإنجليزية)
- شين على موقع روتن توميتوز (الإنجليزية)
- شين على موقع نتفليكس (الإنجليزية)
- شين على موقع قاعدة بيانات الأفلام العربية
- شين على موقع ألو سيني (الفرنسية)
- شين على موقع Turner Classic Movies (الإنجليزية)
- شين على موقع أول موفي (الإنجليزية)
- شين على موقع فيلمافينيتي (الإسبانية)

1. 1 2  وصلة مرجع: http://www.allocine.fr/film/fichefilm_gen_cfilm=2761.html. الوصول: 6 يوليو 2016.
2. 1 2  وصلة مرجع: http://stopklatka.pl/film/jezdziec-znikad-1953. الوصول: 6 يوليو 2016.
3. 1 2 3  وصلة مرجع: http://www.imdb.com/title/tt0046303/. الوصول: 6 يوليو 2016.
4. ↑  وصلة مرجع: https://www.oscars.org/oscars/ceremonies/1954.
5. ↑  وصلة مرجع: http://www.film4.com/reviews/1953/shane.
6. ↑  وصلة مرجع: http://www.filmaffinity.com/en/film221448.html.
7. ↑  وصلة مرجع: http://www.timeout.com/london/film/shane-1952.